# Bob ai V Giochi olimpici invernali - Bob a quattro maschile
La gara di bob a quattro maschile ai V Giochi olimpici invernali si è disputata tra il 6 e il 7 febbraio 1948 a Sankt Moritz.

## Atleti iscritti
| America (12)                                                 | America (12)                                    |
| ------------------------------------------------------------ | ----------------------------------------------- |
| - Argentina (4)                                              | - Stati Uniti (8)                               |
| Europa (48)                                                  |                                                 |
| - Belgio (4) - Cecoslovacchia (4) - Francia (8) - Italia (8) | - Norvegia (8) - Regno Unito (8) - Svizzera (8) |

## Risultati
| Pos. | Nazione          | Atleti                                                               | Manche1 | Manche2 | Manche3 | Manche4 | Totale | Distacco |
| ---- | ---------------- | -------------------------------------------------------------------- | ------- | ------- | ------- | ------- | ------ | -------- |
|      | Stati Uniti II   | Francis Tyler Patrick Martin Edward Rimkus William D'Amico           | 1:17.1  | 1:19.6  | 1:21.4  | 1:22.0  | 5:20.1 |          |
|      | Belgio I         | Max Houben Freddy Mansveld Louis-Georges Niels Jacques Mouvet        | 1:17.3  | 1:20.9  | 1:22.0  | 1:21.1  | 5:21.3 | +1.2     |
|      | Stati Uniti I    | James Bickford Thomas Hicks Donald Dupree William Dupree             | 1:17.4  | 1:20.7  | 1:21.8  | 1:21.6  | 5:21.5 | +1.4     |
| 4    | Svizzera I       | Fritz Feierabend Friedrich Waller Felix Endrich Heinrich Angst       | 1:16.9  | 1:21.2  | 1:22.3  | 1:21.7  | 5:22.1 | +2.0     |
| 5    | Norvegia I       | Arne Holst Ivar Johansen Reidar Berg Alf Large                       | 1:17.3  | 1:20.8  | 1:21.4  | 1:23.0  | 5:22.5 | +2.4     |
| 6    | Italia I         | Nino Bibbia Giancarlo Ronchetti Edilberto Campadese Luigi Cavalieri  | 1:18.2  | 1:20.8  | 1:22.1  | 1:21.9  | 5:23.0 | +2.9     |
| 7    | Gran Bretagna I  | William Coles William McLean Raymond Collings George Holliday        | 1:18.5  | 1:20.9  | 1:21.5  | 1:23.0  | 5:23.9 | +3.8     |
| 8    | Svizzera II      | Franz Kapus Werner Spring Bernhard Schilter Paul Eberhard            | 1:17.6  | 1:20.8  | 1:22.3  | 1:24.7  | 5:25.5 | +5.4     |
| 9    | Francia I        | René Charlet Jean Morin Jacques Descatoire Amédée Ronzel             | 1:18.9  | 1:22.2  | 1:23.8  | 1:24.5  | 5:29.4 | +9.3     |
| 10   | Norvegia II      | Bjarne Schrøen Gunnar Thoresen Arnold Dyrdahl Benn John Valsø        | 1:20.0  | 1:22.6  | 1:23.6  | 1:23.5  | 5:29.7 | +9.6     |
| 11   | Italia II        | Nino Rovelli Enrico Airoldi Vittorio Folonari Remo Airoldi           | 1:19.8  | 1:22.8  | 1:23.2  | 1:24.4  | 5:30.2 | +10.1    |
| 12   | Argentina I      | Justo del Carril Salvador Correa Marcello de Ridder Héctor Tomasi    | 1:20.5  | 1:23.4  | 1:24.5  | 1:24.5  | 5:32.9 | +12.8    |
| 13   | Francia II       | Gilbert Achart-Picart Félix Bonnat Louis Saint-Calbre Henri Evrot    | 1:20.7  | 1:24.7  | 1:24.7  | 1:25.3  | 5:35.4 | +15.3    |
| 14   | Cecoslovacchia I | Max Ippen František Zajíšek Ivan Šipajlo Eduard Novotný              | 1:20.6  | 1:24.1  | 1:25.4  | 1:25.4  | 5:35.5 | +15.4    |
| 15   | Gran Bretagna II | Richard Jeffrey Edgar Meddings George Powell-Sheddon James Iremonger | 1:20.8  | 1:24.3  | 1:29.8  | 1:26.2  | 5:41.1 | +21.0    |